# Pteroeides bankanense
Pteroeides bankanense är en korallart som beskrevs av Pieter Bleeker 1859. Pteroeides bankanense ingår i släktet Pteroeides och familjen Pennatulidae. Inga underarter finns listade i Catalogue of Life.